# Johanna Beisteiner
Johanna Beisteiner (Wiener Neustadt, 20 febbraio 1976) è una chitarrista austriaca.

## Biografia

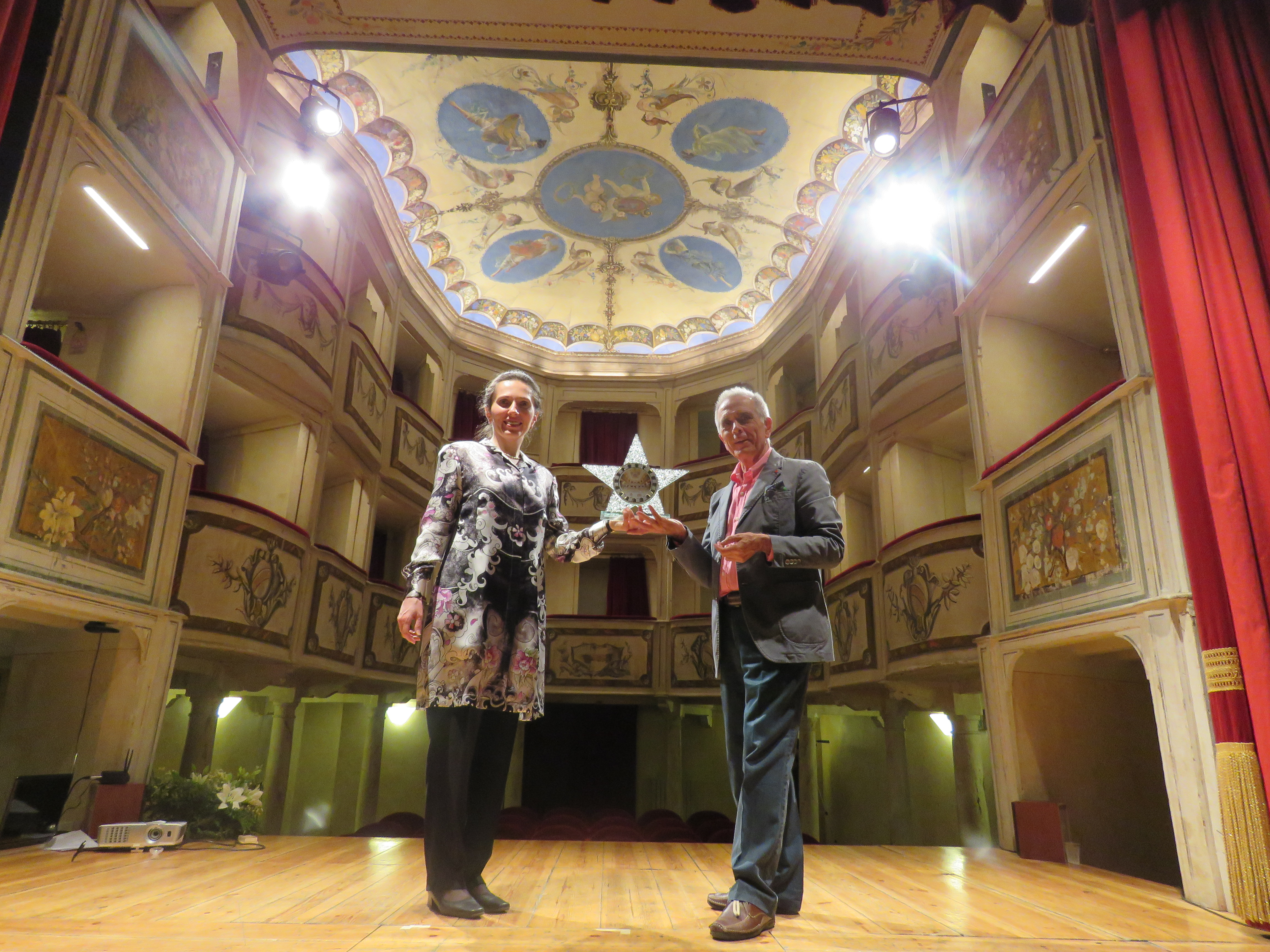
Johanna Beisteiner (sinistra) riceve il Premio Teatro della Concordia 2016 da Edoardo Brenci (presidente della Società del Teatro della Concordia, destra).

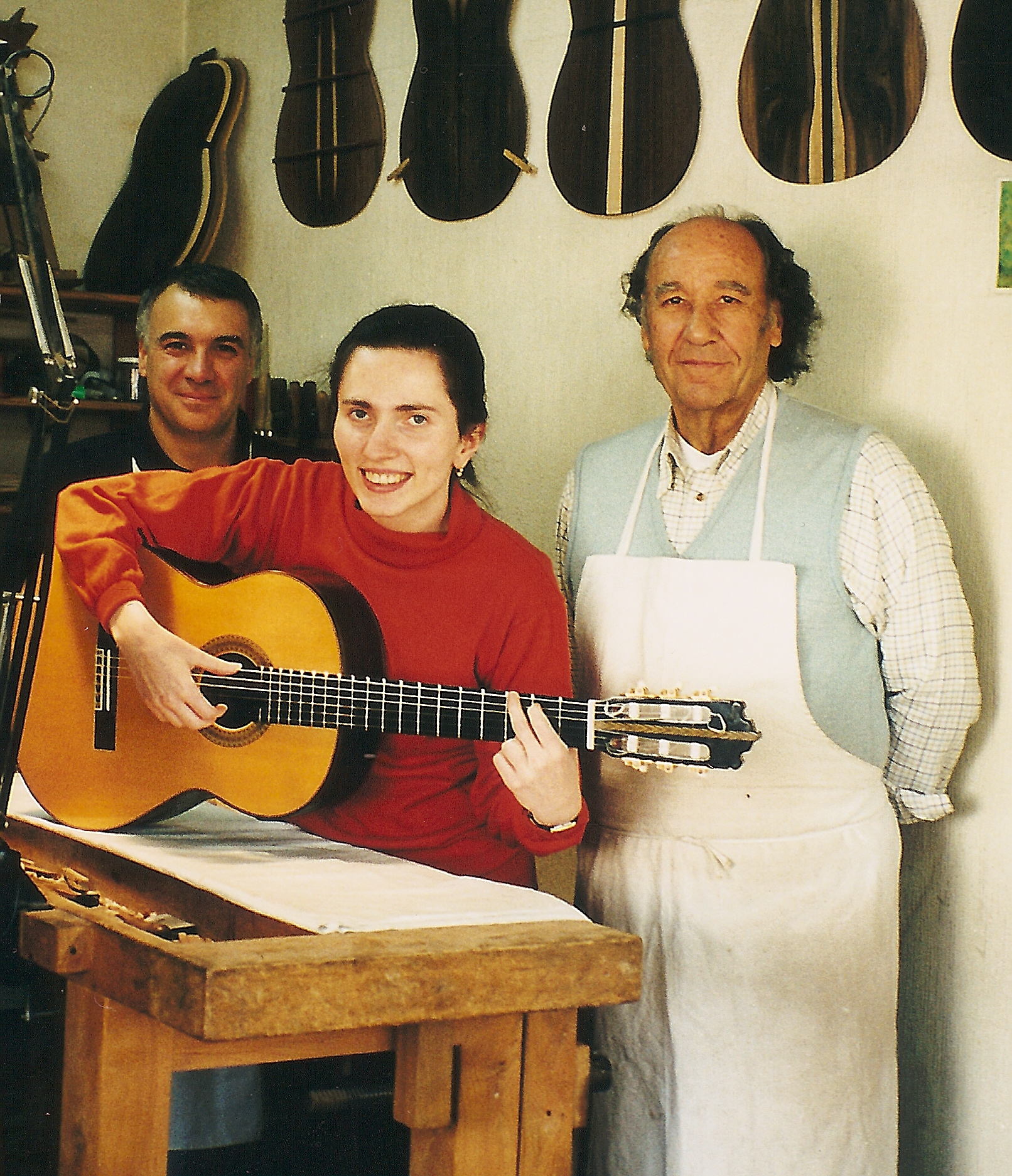
La chitarrista austriaca Johanna Beisteiner nel laboratorio di Paulino Bernabé (padre) e (figlio). Madrid (Spagna), ottobre 2000

Johanna Beisteiner è una chitarrista classica austriaca. Ha preso la sua prima lezione strumentale all'età di nove anni nella scuola di musica Josef Matthias Hauer a Wiener Neustadt. Nel 1992, all'età di sedici anni, era già una studentessa dell‘Università per la musica e le arti interpretative di Vienna, dove ha ricevuto un diploma di chitarra classica e conseguito il dottorato di ricerca con una dissertazione finale su Musica artistica in pattinaggio su ghiaccio, nuoto sincrono e ginnastica ritmica.
Johanna Beisteiner è una solista internazionalmente attiva, il suo repertorio contiene musica dal XV al XX secolo e anche musica contemporanea. Fra l'altro, ha rappresentato per la prima volta opere svariate dei compositori Robert Gulya e Ėduard Šafranskij. Inoltre, ha lavorato con l'Orchestra Sinfonica di Budapest, l'Orchestra Sinfonica di Soči e l'Orchestra da Camera di Budapest, con direttori d’orchestra famosi come Béla Drahos e Oleg Soldatov e il ballerino di Tango argentino Rafael Ramírez. 
Oltre alle sue registrazioni numerose per Gramy Records, ha partecipato a produzioni radiofoniche e televisive per RAI 3 (Italia), Channel 4 (Russia) e Bartok Radio (Ungheria) ed ha registrato anche due colonne sonore per lungometraggi.
Johanna Beisteiner suona con una chitarra classica costruita dallo Spagnolo Paulino Bernabé.
Nel 2011, Johanna Beisteiner è diventata membro onorario dell'associazione Società del Castello Hohenschönhausen a Berlino (Germania).

### Progetti in Italia
Johanna Beisteiner è un'amica della Società del Teatro della Concordia di Monte Castello di Vibio e già ha recitato in questo teatro più volte: Nel 2001 ha esordito in Italia per l'occasione si sono svolti i festeggiamenti dell'inaugurazione del fondale antico del Teatro della Concordia. Nel 2003 Johanna Beisteiner vi ha dato un concerto per chitarra e pianoforte con la pianista ungherese Wanda Mazalin: i due musicisti hanno eseguito per la prima volta il Capriccio di Robert Gulya. In collaborazione colla Società del Teatro della Concordia è nato nel 2006 anche il disco Virtuosi italiani della chitarra romantica. Nel 2008, Johanna Beisteiner ha dato un concerto per l'occasione del bicentenario del Teatro della Concordia, e come ha ricevuto il trofeo di cristallo Bicentenario del Teatro della Concordia. Nel 2012 ha dato col ensemble italiano Hubay il Concerto Capodanno Festa italo-austriaca nel Teatro della Concordia con opere dal barocco veneziano al romanticismo viennese.
Beisteiner ha ricevuto il Premio Teatro della Concordia 2016 per la sua propria composizione Fantasia dal balletto Don Chisciotte di Minkus.

## Prime esecuzioni mondiali

### Opere di Robert Gulya[9]
- 2000: Ballo de fatti/Fairy Dance per chitarra sola
- 2006: Capriccio per chitarra e pianoforte
- 2007:  Preludi del firmamento / Night Sky Preludes per chitarra sola
- 2009: Concerto per chitarra e orchestra.
- 2009: Il Milonguero e la Musa (Tango), seconda versione per flauto, chitarra e orchestra d'archi.
- 2010: Valzer per chitarra sola

### Opere di Ėduard Moiseevič Šafranskij[10]
- 2004: Messa di requiem per chitarra sola
- 2007: Caravaggio oggi o Pensieri per una pittura di Caravaggio – Il suonatore di liuto. Esempio (Videoclip, Gramy Records, 2010)
- 2007: Notte a Granada
- 2009: I quartieri vecchi di Alania
- 2009 Canti della risacca

## Discografia

### CD
- 2001: Dance Fantasy
- 2002: Salon
- 2004: Between present and past
- 2007: Virtuosi italiani della chitarra romantica
- 2012: Austrian Rhapsody
- 2016: Don Quijote

### DVD
- 2010: Live in Budapest

### Colonne sonore
- 2005: Truce[11]
- 2007: S.O.S Love![12]